# Calviac-en-Périgord

Calviac-en-Périgord este o comună în departamentul Dordogne din sud-vestul Franței. În 2009 avea o populație de 512 de locuitori.

## Evoluția populației
| An        | 1975 | 1982 | 1990 | 1999 | 2006 | 2009 |
| --------- | ---- | ---- | ---- | ---- | ---- | ---- |
| Populație | 404  | 425  | 441  | 468  | 501  | 512  |